# Saint Kitts i Nevis na igrzyskach Wspólnoty Narodów
Reprezentacja Saint Kitts i Nevis zadebiutowała na igrzyskach Wspólnoty Narodów w 1978 roku na igrzyskach w Edmonton (Kanada). Kolejny start miał miejsce dwanaście lat później, w 1990 roku, podczas igrzyskw Auckland (Nowa Zelandia) i od tamtej pory reprezentacja wystartowała na wszystkich organizowanych zawodach. Jedynym medalistą tego kraju jest sprinter Kim Collins - zdobył on złoty medal w biegu na 100 metrów w 2002 roku.

## Klasyfikacja medalowa
| Igrzyska          | Złoto | Srebro | Brąz | Razem |
| ----------------- | ----- | ------ | ---- | ----- |
| 1978 Edmonton     | 0     | 0      | 0    | 0     |
| 1990 Auckland     | 0     | 0      | 0    | 0     |
| 1994 Victoria     | 0     | 0      | 0    | 0     |
| 1998 Kuala Lumpur | 0     | 0      | 0    | 0     |
| 2002 Manchester   | 1     | 0      | 0    | 1     |
| 2006 Melbourne    | 0     | 0      | 0    | 0     |
| 2010 Nowe Delhi   | 0     | 0      | 0    | 0     |
| Razem             | 1     | 0      | 0    | 1     |

### Według dyscyplin
| Dyscyplina    | Złoto | Srebro | Brąz | Razem |
| ------------- | ----- | ------ | ---- | ----- |
| Lekkoatletyka | 1     | -      | -    | 1     |
| Razem         | 1     | 0      | 0    | 1     |